# Noord-Korea op de Olympische Zomerspelen 1996
Noord-Korea nam deel aan de Olympische Zomerspelen 1996 in Atlanta, Verenigde Staten. 

## Medailleoverzicht
| Sport         | Olympiër      | Discipline            | Medaille |
| ------------- | ------------- | --------------------- | -------- |
| Judo          | Kye Sun-Hui   | -48kg (m)             | Goud     |
| Worstelen     | Kim Il-Ong    | -48kg vrije stijl (m) | Goud     |
| Gewichtheffen | Kim Myong-Nam | -70kg (m)             | Zilver   |
| Gewichtheffen | Chon Chol-Ho  | -76kg (m)             | Brons    |
| Worstelen     | Ri Yong-Sam   | -57kg vrije stijl (m) | Brons    |

## Deelnemers en resultaten

### Atletiek
| Olympiër     | Discipline   | Resultaat | Prestatie |
| ------------ | ------------ | --------- | --------- |
| Kim Jong-Su  | marathon (m) | 40e       | 2:20.19   |
| Kim Jung-Won | marathon (m) | 38e       | 2:19.54   |
|              |              |           |           |
| Jong Song-Ok | marathon (v) | 20e       | 2:35.31   |
| Kim Chang-Ok | marathon (v) | 26e       | 2:36.31   |

### Boksen
| Olympiër     | Discipline | Resultaat | Prestatie                             |
| ------------ | ---------- | --------- | ------------------------------------- |
| Hoe Jong-Jil | -54kg (m)  | 17e       | 1ste ronde: V van USA Raheem: 4-19    |
| Ri Chol      | -60kg (m)  | 17e       | 1ste ronde: V van GEO Gogoladze: 9-17 |

### Gewichtheffen
| Olympiër      | Discipline | Resultaat | Prestatie                                                      |
| ------------- | ---------- | --------- | -------------------------------------------------------------- |
| Kim Myong-Nam | -70kg (m)  | Zilver    | trekken: 2de met 160kg stoten: 4de met 185kg totaal: 345kg     |
| Chon Chol-Ho  | -76kg (m)  | Brons     | trekken: 2de met 162,5kg stoten: 3de met 195kg totaal: 357,5kg |

### Gymnastiek
| Olympiër   | Discipline               | Resultaat | Prestatie                             |
| ---------- | ------------------------ | --------- | ------------------------------------- |
| Pae Gil-Su | brug (m)                 | 94e       | kwalificatie: 94ste met 14,325 punten |
| Pae Gil-Su | paard voltige (m)        | 13e       | kwalificatie: 13de met 19,237 punten  |
| Pae Gil-Su | rekstok (m)              | 94e       | kwalificatie: 94ste met 16,300 punten |
| Pae Gil-Su | ringen (m)               | 102e      | kwalificatie: 102de met 8,125 punten  |
| Pae Gil-Su | sprong (m)               | 93e       | kwalificatie: 93ste met 18,000 punten |
| Pae Gil-Su | vloer (m)                | 93e       | kwalificatie: 93ste met 16,750 punten |
| Pae Gil-Su | individuele meerkamp (m) | 84e       | kwalificatie: 84ste met 92,737 punten |

### Judo
| Olympiër    | Discipline | Resultaat | Prestatie |
| ----------- | ---------- | --------- | --- |
| Kye Sun-Hui | -48kg (v)  | 94e       | 1ste ronde: vrij 2de ronde: W van NED Meijer: yuko kwartfinale: W van FRA Nichilo: yuko halve finale: W van ESP Soler: ippon finale: W van JPN Tamura: ippon |

### Schietsport
| Olympiër     | Discipline            | Resultaat | Prestatie                                   |
| ------------ | --------------------- | --------- | ------------------------------------------- |
| Kim Man-Chol | 10m bewegend doel (m) | 18e       | kwalificatie: 18de met 560 punten (286-274) |

### Schoonspringen
| Olympiër       | Discipline    | Resultaat | Prestatie                                                              |
| -------------- | ------------- | --------- | ---------------------------------------------------------------------- |
| Choe Hyong-Gil | 10m toren (m) | 15e       | voorronde: 13de met 353,40 punten halve finale: 15de met 516,66 punten |
|                |               |           |                                                                        |
| Ri Ok-Rim      | 3m plank (v)  | 22e       | voorronde: 22ste met 219,63 punten                                     |
| Choe Hyong-Gil | 10m toren (v) | 13e       | voorronde: 15de met 248,10 punten halve finale: 13de met 409,35 punten |
| Ri Ok-Rim      | 10m toren (v) | 23e       | voorronde: 23ste met 230,16 punten                                     |

### Tafeltennis
| Olympiër                   | Discipline     | Resultaat | Prestatie |
| -------------------------- | -------------- | --------- | --- |
| Choi Kyong-Sob             | enkelspel (m)  | 33e       | groep G: 3de W van CHI Morales: 2-0 V van CZE Korbel: 1-2 V van FRA Gatien: 0-2 |
| Kim Song-Hui               | enkelspel (m)  | 33e       | groep K: 3de V van SWE Persson: 0-2 V van BRA Hoyama: 0-2 W van TRI St. Louis: 2-0 |
| Li Gun-Sang                | enkelspel (m)  | 17e       | groep N: 2de V van KOR Yoo: 0-2 W van JAM Hyatt: 2-0 W van YUG Karakašević: 2-0 |
| Choi Kyong-Sob Li Gun-Sang | dubbelspel (m) | 17e       | groep D: 3de V van HKG Chan/Lo: 1-2 V van FRA Eloi/Gatien: 0-2 W van JAM Hyatt/Hylton: 2-0 |
|                            |                |           | |
| Kim Hyang-Mi               | enkelspel (v)  | 17e       | groep J: 2de V van SIN Jing: 1-2 W van TPE Xu: 2-1 W van CAN Cada: 2-0 |
| Kim Hyon-Hui               | enkelspel (v)  | 5e        | groep I: 1ste W van NGR Oshonaike: 2-0 W van RUS Timina: 2-0 W van GER Schöpp: 2-0 2de ronde: W van HKG Wa: 3-1 (21-16, 22-20, 14-21, 22-20) kwartfinale: V van CHN Liu: 0-3 (12-21, 20-22, 14-21) |
| Tu Jong-Sil                | enkelspel (v)  | 9e        | groep L: 1ste W van KOR Yu: 2-0 W van SWE Svensson: 2-0 W van PER González: 2-0 2de ronde: V van JPN Koyama: 2-3 (12-21, 20-22, 21-16, 21-17, 16-21)                                               |
| Kim Hyon-Hui Tu Jong-Sil   | dubbelspel (m) | 9e        | groep C: 2de W van PER González/Gorriti: 2-0 W van SWE Pettersson/Svensson: 2-0 V van HKG Chia/Chan: 0-2                                                                                           |
| Kim Hyang-Mi Son Mi        | dubbelspel (m) | 17e       | groep E: 3de W van TPE Chiu-tan/Jing: 2-1 W van AUS Zhou/Zhou: 2-1 V van HUN Bátorfi/Tóth: 0-2 |

### Worstelen
| Olympiër       | Discipline  | Resultaat   | Prestatie |
| Vrije stijl    | Vrije stijl | Vrije stijl | Vrije stijl |
| -------------- | ----------- | ----------- | --- |
| Kim Il-Ong     | -48kg (m)   | Goud        | 1ste ronde: W van SWE Besarati: 12-2 2de ronde: W van UKR Yefteni: 3-0 kwartfinale: vrij halve finale: W van KOR Jung: 3-1 finale: W van ARM Mkrtchyan: 5-4 |
| Ri Yong-Sam    | -57kg (m)   | Brons       | 1ste ronde: W van TUR Doğan: 3-0 2de ronde: W van BUL Barzakov: 5-1 kwartfinale: vrij halve finale: V van USA Cross: 2-12 herkansingen: W van IRI Talaei: 4-0 bronzen finale: W van TUR Doğan: 3-0                                                                          |
| Grieks-Romeins |             |             | |
| Kang Yong-Gyun | -48kg (m)   | 4e          | 1ste ronde: W van POL Jabłoński: 9-3 2de ronde: V van BLR pavlov: 2-3 herkansingen: W van GER Kutscherenko: 3-0 herkansingen 2: W van GRE Agatzanian: 3-0 herkansingen 3: W van JPN kado: 11-0 herkansingen 4: W van CUB Sánchez: 7-0 bronzen finale: V van RUS Guliev: 0-4 |

Afghanistan · Albanië · Algerije · Amerikaanse Maagdeneilanden · Amerikaans-Samoa · Andorra · Angola · Antigua‑Barbuda · Argentinië · Armenië · Aruba · Australië · Azerbeidzjan · Bahama's · Bahrein · Bangladesh · Barbados · België · Belize · Benin · Bermuda · Bhutan · Bolivia · Bosnië en Herzegovina · Botswana · Brazilië · Britse Maagdeneilanden · Brunei · Bulgarije · Burkina Faso · Burundi · Cambodja · Canada · Centraal-Afrikaanse Republiek · Chili · China · Chinees Taipei · Colombia · Comoren · Congo-Brazzaville · Cookeilanden · Costa Rica · Cuba · Cyprus · Denemarken · Djibouti · Dominica · Dominicaanse Republiek · Duitsland · Ecuador · Egypte · El Salvador · Equatoriaal-Guinea · Estland · Ethiopië · Fiji · Filipijnen · Finland · Frankrijk · Gabon · Gambia · Georgië · Ghana · Grenada · Griekenland · Groot-Brittannië · Guam · Guatemala · Guinee · Guinee-Bissau · Guyana · Haïti · Honduras · Hongarije · Hongkong · Ierland · IJsland · India · Indonesië · Irak · Iran · Israël · Italië · Ivoorkust · Jamaica · Japan · Jemen · Joegoslavië · Jordanië · Kaaimaneilanden · Kaapverdië · Kameroen · Kazachstan · Kenia · Kirgizië · Koeweit · Kroatië · Laos · Lesotho · Letland · Libanon · Liberia · Libië · Liechtenstein · Litouwen · Luxemburg ·  Macedonië · Madagaskar · Malawi · Malediven · Maleisië · Mali · Malta · Marokko · Mauritanië · Mauritius · Mexico · Moldavië · Monaco · Mongolië · Mozambique · Myanmar · Namibië · Nauru · Nederland · Nederlandse Antillen · Nepal · Nicaragua · Nieuw-Zeeland · Niger · Nigeria · Noord-Korea · Noorwegen · Oeganda · Oekraïne · Oezbekistan · Oman · Oostenrijk · Pakistan · Palestina · Panama · Papoea-Nieuw-Guinea · Paraguay · Peru · Polen · Portugal · Puerto Rico · Qatar · Roemenië · Rusland · Rwanda · Saint Kitts en Nevis · Saint Lucia · Saint Vincent en Grenadines · Salomonseilanden · Samoa · San Marino · Sao Tomé en Principe · Saoedi-Arabië · Senegal · Seychellen · Sierra Leone · Singapore · Slovenië · Slowakije · Soedan · Somalië · Spanje · Sri Lanka · Suriname · Swaziland · Syrië · Tadzjikistan · Tanzania · Thailand · Togo · Tonga · Trinidad en Tobago · Tsjaad · Tsjechië · Tunesië · Turkije · Turkmenistan · Uruguay · Vanuatu · Venezuela · Verenigde Arabische Emiraten · Verenigde Staten · Vietnam · Wit-Rusland · Zaïre · Zambia · Zimbabwe · Zuid-Afrika · Zuid-Korea · Zweden · Zwitserland